# DEVOTION (베이비복스의 음반)
《DEVOTION》은 대한민국의 여성 5인조 음악 그룹 베이비복스의 여섯 번째 정규앨범이다.

## 앨범 소개
Special Album 타이틀곡 ‘우연’이 히트를 친 이후, 김창환과 손을 잡고 발표한 앨범이다. 전체적인 디렉팅과 프로듀싱 역시 김창환과 그의 사단이 맡았고 전체적인 앨범색이 전보다 가벼워지고 대중적으로 바뀌었다.

## 수록곡
| #            | 제목                              | 작사         | 작곡         | 재생 시간 |
| ------------ | --------------------------------- | ------------ | ------------ | --------- |
| 1.           | 〈나 어떡해〉                     | 김창환       | 김창환       | 3:58      |
| 2.           | 〈바램〉                          | 김창환       | 김창환       | 3:21      |
| 3.           | 〈슬픈 기대〉                     | 김우진       | 김우진       | 4:27      |
| 4.           | 〈상처〉                          | 김우진       | 김우진       | 2:53      |
| 5.           | 〈사랑인가봐요〉                  | 김우진       | 김우진       | 3:35      |
| 6.           | 〈나를 잡아줘〉                   | 김태윤       | 심상원       | 3:45      |
| 7.           | 〈Loveless〉                      | 김태윤       | 심상원       | 3:13      |
| 8.           | 〈눈물〉                          | 김우진       | 김우진       | 3:47      |
| 9.           | 〈거짓사랑〉                      | 김태윤       | 전준규       | 3:20      |
| 10.          | 〈버려진 이별〉                   | 김우진       | 김우진       | 3:11      |
| 11.          | 〈마지막엔〉                      | 김민지       | 김민수       | 3:59      |
| 12.          | 〈A.S.A.P (As Soon As Possible)〉 | 김태윤       | 신형         | 3:37      |
| 13.          | 〈우연 (Deep Club Remix)〉        | 김창환       | 김창환       | 4:58      |
| 14.          | 〈I'm Still Loving You〉          | Fairy Sijie  | Larry Feng   | 4:15      |
| 총 재생 시간 | 총 재생 시간                      | 총 재생 시간 | 총 재생 시간 | 52:14     |